# A채널
《A채널》(일본어: Aチャンネル)은 구로다bb 원작의 일본 4컷 만화 작품으로, 호분샤 월간 잡지 《망가 타임 키라라 캐럿》에서 2008년 12월호부터 2021년 1월호까지 연재되었다.

## 개요
룬, 토오루, 유코, 나기의 여자 고등학교 4명의 일상을 그린 작품. 천연의 룬을 중심으로 하는 만담 개그가 주된 내용이다.

## 등장인물

### 메인 캐릭터
모모키 룬(百木るん/ももき るん)
성우 - 후쿠하라 카오리
A채널의 등장인물 생일은 3월 3일 신장은 158cm
보시다시피 상당히 특징적인 헤어스타일을 가진 캐릭터로 이마를 드러낸 앞머리와 바보털이 특징이다.
한 살 아래의 토오루와는 초등학교 시절부터 친구였으며 나기사 유우코와는 고등학교 1학년 때 친해졌다. 특히 토오루와의 사이는 각별한데 항상 함께 등교하고 가끔은 자고 가기도 한다. 토오루가 룬을 대하는 태도는 뭔가 위험해 보이지만 룬은 그런거 없다.
고도의 천연바보라서 성우가 같은 다른 작품의 캐릭터가 떠오른다. 창밖으로 손 흔들다가 밖으로 떨어질 뻔하는 등 위험한 장면도 연출한다. 묘하게 남자들과 친하게 지내지만 조금 있으면 어디선가 토오루가 방망이를 들고 나타난다.
이래저래 독특하면서 어딘가 괴이한 센스와 감성을 지닌 캐릭터인 것이 나름대로 특징이라면 특징으로 얼룩말 그림을 그렸는데 다른 사람들이 보기에는 당최 정체가 뭔지 모를 크립티드로 보인다던가 다람쥐 봉제인형을 만들어 봤는데 다른 사람들이 보기에는 '저주의 인형'으로 보인다던가 첫눈이 내리는 날이면 거기에 시럽을 뿌려 먹겠다면서 시럽을 학교에까지 가지고 간다던가 하는 등 관련 에피소드는 세기가 귀찮을 정도다. 이 때문인지 어느 작품의 어느 캐릭터가 떠오른다는 의견도 일부에서는 있는 모양
새를 좋아하는데 그 이유가 맛있어서 닭고기 외에도 고기라고 생긴 건 다 좋아한다. 고기 구워지는 소리를 핸드폰 벨소리로 사용하고 있는 정도 참고로 이 벨소리는 A채널 공식 웹 사이트에서 무료배포중이다(단 i모드 같은 일본쪽 휴대전화용 웹사이트로 접속해야 하는 듯)
이마가 예쁘다는 이유로 사토 선생님에게 노려지고 있다. 친구들은 꽤나 걱정이 되는 모양 하지만 룬 본인은 천연이다보니 전혀 눈치채지 못하고 있다.
중학교때 성적은 썩 높은 편은 아니었지만 자신이 지망하는 학교에 토오루가 1년 후 하향지원해서라도 따라 들어갈것이라는 것을 안 엄마가 상향지망을 하도록 시키는 바람에 지금의 학교에 왔다. 그 때 공부하기 싫다는 룬을 꼬드겨낸 떡밥은 고베규 무한 리필
이치이 토오루(一井透/いちい とおる)
성우 - 유우키 아오이
A채널 의 등장인물 통칭은 풀네임 중 이름 부분만 그대로 카타카나 표기로 바꾼 '토오루(トオル)' 생일은 12월 12일 신장은 141cm
주인공 중 유일하게 1학년 모모키 룬 과는 나이 차이나는 소꿉친구 사이다. 룬과 같은 학교에 다니고 싶어서 일부러 같은 학교로 진학은 했지만 정작 학년이 다르니 같이 있지를 못해서 불만인 듯
상급생이든 동급생이든 교사이든 간에 관계없이 연령과 성별을 불문하고 누군가가 룬과 함께 있는 걸 무진장 경계하며 텐노지 나기사나 니시 유우코에 대해서조차도 처음에는 상당히 경계하고 있었다고 한다. 남녀를 불문하고 룬 주위에 있는 사람 모두에 대해서 일단 기본적으론 경계부터 하고 보고 있다는 것이다. 특히 남자에 대한 경계심이 매우 강하며 그래서 아침마다 어디선가 금속제 방망이를 들고 나타나서 룬 주위에 있는 남자들을 쫓아 내는 게 일상
아무래도 매일 아침마다 나무도 아니고 금속으로 된 방망이를 들고서 위와 같은 행동을 하고 있기 때문에 깡패가 아닌가 하고 주변의 오해를 사기도 했지만 실은 의외로 자기 반에서는 우등생이고 좋은 아이여서 인기인이라 하며 급우들과의 관계도 나쁘지 않은 편이라 한다
또한 아이를 좋아해서 과자를 조르는 아이에게 과자를 나눠 준다던가 근처의 노인들로부터도 귀여워해지고 있다던가 하는 등 언뜻 보이는 인상과는 달리 기본적인 인간관계 자체는 의외로 결코 나쁘지 않은 편
초등학교 때 입었던 학교수영복이 딱 맞는 정도로 몸매가 빈약하고 더불어 키마저도 쪼그맣다.
아무튼 체형에서도 체격에서도 이래저래 본인 입장에서 볼 때 열등감이 될 만한 속성을 꽤 많이 갖고 있는 캐릭터로 몸매가 드러나는 게 부끄럽다는 이유로 손까지 덮이는 큰 스웨터를 상시 착용중이며 무더운 여름철에도 그 스웨터를 벗지 않으려 할 정도다. 여름이 되면 '죽고 싶다'는 소리까지 할 정도로 자신의 체형과 체격에 대해 심한 열등감을 가지고 있는 듯 가슴만 빈유인게 아니라 팔다리를 포함한 신체 전반이 심할 정도로 깡말라 있고 키마저도 141cm 밖에 안 되다 보니 본인 입장에서는 콤플렉스 (심리학)을 가질 만도 하지만...
아무튼 이렇게 체형과 체격이 몹시 빈약 한데다가 헤어스타일이라던가 스웨터라던가 쿨데레 같아 보이는 인상이라던가 하는 속성들이 어딘가 겹치기 때문인지 모 쿨데레 만능 문학소녀가 연상된다는 말들이 종종 흘러나오곤 한다. 또한 쿨데레 같아 보이면서 동시에 뭔가 음침해보이는 인상 탓인지 모 쿨데레 음침 초등학생이 떠오른다는 의견도 일부에서는 있는 모양
니시 유우코 와는 적대관계다. 주된 원인은 자신과는 반대로 큰 키와 큰 가슴을 가진 유코에 대한 질투로 보인다. 그 외에도 유코와의 첫만남이 그랬던 것이나 침대 위에 쓰러져 있는 룬 위에 올라탄 유코 유코가 룬과 친한 것도 있고 유코가 단순히 놀려먹으면 재밌기 때문이기도 한 듯하다.
겨울부터 하얀색 고양이를 키우게 되었다. 이름은 탄산(炭酸) 룬이 멋대로 지은 이름이지만 발음이 무난하다는 이유로 토오루도 이 이름으로 부르고 있다.
공부는 상당히 잘한다. 중학생 때는 이미 2학년 시점에서 중학교 레벨의 학습범위를 이미 다 끝내고 있었을 정도로 그 덕분에 과거에는 룬의 고등학교 입시 때 가정교사를 맡은 적도 있었다. 위에도 써있지만 룬이 한 학년 위다.
룬 보다 공부를 훨씬 잘 하는데도 진로를 무조건 하향지원해 룬과 같은 고등학교로 정해두었다. 이걸 전해들은 룬의 부모는 룬의 지망 학교를 더 높은 곳으로 하게 해서 지금의 학교에 입학하였다.
A채널의 백합 (장르)요소의 주 공급원 룬을 대하는 태도가 심상치 않다.
사토 선생에게 멋대로 성게 취급을 받기도 했다.
니시 유코(西由宇子/にし ゆうこ)
성우 - 코토부키 미나코
A채널의 등장인물 통칭은 '유코(ユー子)' 생일은 5월 24일 신장은 168cm
키도 크고 나이스바디에 허리까지 내려오는 검은 생머리를 가진 흔히 말하는 걸어다니는 모에요소
쓰리사이즈는 88(E)-56-87 주변에서는 그 몸매의 비결이 몸 속에 키우는 촌충 아니냐는 의혹을 제기중 요리가 자신있고 또 성우가 성우여서 그런지는 몰라도 노래가 능숙하다는 설정이 붙어 있다.
매우 겁이 많은 성격이고 무서운 이야기에 약한 것도 특징이라면 특징으로 나기가 농담으로 뒤에 유령이 보인다고 하자마자 싫어!!!!를 외치면서 귀를 막는 걸 보니 성우의 다른 출연작에 나왔던 히메컷이 인물이 생각나는데…
원작자 쿠로다bb는 케이온 앤솔로지 코믹 2권에서 일러스트를 그린 적이 있는데 여기서 그린 미오가 유코와 닮았다! 그리고 12화에서 미오의 그 이벤트를 재현하고 말았다.
하여간 칸사이 출신이라 칸사이벤 사용 한국어판에서는 동남 방언으로 번역되었다. 성우인 코토부키 미나코 역시 칸사이 지방인 고베 출신이다. 중간에 전학온 것은 아니고 중학교까지는 칸사이에서 살다가 아버지의 전근으로 시험을 도쿄의 고등학교에서 보고 입학했다.
키도 크고 나이스바디라는 점과 본인 스스로는 자신의 키와 가슴에 대해서 열등감을 느끼고 있다는 점 때문에 이치이 토오루에게 시기받고 있다. 유코가 놀려먹기 좋은 성격이기도 하다보니 토오루랑 얽히면 항상 당하는 역할이 된다. 사실 토오루 말고 다른 사람이랑 있어도...
다들 하는 말이 미오의 몸에 츠무기가 들어있다고...
텐노지 나기사(天王寺渚/てんのうじ なぎさ)
성우 - 우치야마 유미
A채널의 등장인물 통칭은 '나기(ナギ)' 생일은 9월 26일 신장은 158cm
생긴 건 벚꽃사중주의 이소네 코토하의 묶은 머리 방향만 뒤에서 앞으로 바꾸면 에반게리온 신 극장판의 마키나미 마리 일러스트리어스와도 닮았다는 의견도 일부에서는 있는 듯 하며 관련 이미지도 있을 정도
안경 속성으로 안경 캐릭터가 흔히 그렇듯이 안경 벗고 머리를 풀면 무지막지한 미소녀라는 설정이지만 아버지 탓에 언제나 땋은 머리에 안경 고수 중
생긴대로 쿨한 성격의 츳코미역이며 주인공 4인방 중 가장 상식인 단 체중이나 몸매에 관한 얘기가 나오면 정줄을 놓는 듯 흠... 이쯤되면 캐릭터성은 딱 누군가와 판박이다. 가슴은 B로 인증
언뜻 보면 쿨한 인상을 가지며 실제로도 쿨한 성격이지만 의외롭게도 귀여운 것을 좋아하는 측면도 있으며 더위에도 추위에도 견디기 힘들어 한다는 설정 눈이 많이 내리는 날이면 전신을 가리는 중장비로 중무장할 정도로 추위에 약하고 또 더위에 대해서도 에어콘 바람이 불어오는 곳이나 냉기가 모여 있는 곳으로부터 움직이려고 하지 않을 정도로 약하다고 한다. 또한 저혈압이어서 아침에 일어나는 데에도 고생한다는 듯
설정에 따르면 공부는 꽤 하는 편이지만 기억력은 이치이 토오루 보다 뒤떨어진다고 한다.
학교의 부르마 정책을 딱히 마음에 들어하지 않는다.

### 교사들
키토 키미코(鬼頭 紀美子/きとう きみこ)
성우 - 치하라 미노리
A채널의 등장인물 생일은 8월 1일 신장은 173cm
토오루, 이마이 유타카, 미호의 담임 선생님 과목은 수학 흰 백의를 즐겨입는 듯 하며 사토 선생과는 사이가 매우 좋지 않으며 주로 사토 선생님 쪽에서 먼저 싸움을 건다. 그렇지만 카마테 선생이 이들을 놀릴 때 취했던 반응을 보면 꼭 그렇게 나쁘지만도 않는 듯 하다.
뭐든 설렁설렁 넘어가는 카마테 선생님과는 정 반대되는 열혈교사라서 학생들 일이라면 그냥 넘기지를 못하기 때문에 애들은 좀 부담스러워 하는 듯 하다. 그런데다가 2학기부터는 생활지도까지 담당하게 되어 애들한테 고민 상담 해준다며 마구 들이댄다. 주 희생양은 유우코 또한 나기사도 이 사람을 여러모로 대하기 어려운 사람이라 생각하고 있다.
시간이 날 때마다 노트에 시를 짓는 취미를 가지고 있으며 시 내용이 매우 쪽팔리는지라, 다른 사람에게는 절대 보여주려 하지 않는다. 또한 카마테 선생님한테는 이미 그 취미가 들켰기 때문에, 이게 빌미가 되어서 카마테 선생님에게 협박을 당해 이용당하게 되는 경우도 종종 있다.
성이 한자로 쓰면 '鬼頭(귀신의 머리)' 인데 이걸 그냥 한글 읽듯이 읽어버리면 어...음... 아무튼 좀 난감하다.
여담이지만 2화에서 키토 선생님이 시를 지을 때 위로 지나가는 글씨는 치하라 미노리의 특유의 글씨체인 마루모치다.
카마테 타키(鎌手多季/かまて たき)
성우 - 사와시로 미유키
A채널의 등장인물 룬, 나기사, 유우코의 담임 선생님이다. 생일은 11월 11일 신장은 154cm
담당 과목은 보건 체육이다. 처음에 자기소개도 얼렁뚱땅 넘어가고 룬 등이 수업 시간에 늦게 들어가는 것을 보고도 넘어간다는 등 매사에 대충대충 하는 성격이다. 심지어는 자신이 담임을 맡고 있는 반의 학생들의 이름조차도 귀찮아서 기억하지 않고 있다. 좋아하는 것은 블랙커피 덧붙여 언제나 츄리닝 차림인 것도 특징이라면 특징
여러모로 키토 키미코와는 대비되는 성격을 가진 캐릭터 또한 키미코 선생님의 취미를 알고 있어 그걸 빌미로 해서 키토 선생님을 협박해 이래저래 이용해먹고 있기도 하다.
사토 사치요(佐藤幸世/さとう さちよ)
성우 - 오노 다이스케
A채널의 등장인물 생일은 1월 29일 신장은 184cm
토오루 등이 다니는 학교에 새로 부임해온 양호 선생님 성우가 성우인 것도 있지만 이마 페티시즘에다가 M속성까지 가진 '키모칵코이이' 한 인물
이 때문에 천연 S이자 이마가 매력포인트인 모모키 룬을 매우 좋아한다. 그런 관계로 토오루는 그를 적대하고 있는데 토오루의 머리를 보고는 성게라 칭하여 그 이후에도 토오루를 '성게(うに)'라고 부른다.
마찬가지로 나기사, 유우코도 위험하다고 여기고 있는 인물로 어쩐지 수상한 분위기를 풍기는 게 일부의 여학생들에게 호평이라는 설정도 붙어 있는 것 같지만 그런 설정이 붙어 있는 것과는 별개로 작중의 주요 캐릭터들로부터는 일단 변태 취급을 받고 있다. 외모, 담당 성우, 특징들을 종합해 보았을 때 어느 작품의 어느 캐릭터가 연상될 수 있다.
병약 속성이 있는 것인지 몸이 약해서 약을 자주 먹으며 약 먹는 걸 깜박하면 바로 컨디션이 무너져서 호흡곤란을 일으키거나 발작으로 쓰러져 버린다는 것이 특징이라면 특징 이기도 한 캐릭터 항상 화려한 셔츠를 입고 있다는 것도 역시 나름대로 특징이라면 특징이다. 또 키토 키미코 선생님과 사이가 매우 안 좋은 것도 나름 특징이라면 특징으로 때문에 걸핏하면 키토 선생님을 도발해 말싸움을 하는 듯 하다.
성우가 성우여서 그런지는 몰라도 슬픈 노래나 괴롭고 무거운 노래를 잘 부른다는 설정이 있다. 또한 M 속성이 있기 때문인지는 몰라도 매운 음식을 좋아한다는 설정도 있는 듯.
워킹의 모 캐릭터와 성이 같은 것은 신경쓰이지만 성격은 거의 정반대이므로 넘어가도록 하자.

### 1학년 콤비
이마이 유타카 (今井豊/いまい ゆたか)
성우 - 마타요시 아이
A채널의 등장인물 통칭은 풀네임 중 이름 부분만 그대로 카타카나 표기로 바꾼 '유타카(ユタカ)' 생일은 10월 9일 신장은 154cm
토오루의 반친구 노야마 미호와는 예전부터 친구였다고 한다.
콘택트 렌즈를 끼고 다니며 평상시에는 실눈이다가 특정 상황에서 눈을 뜨는 경우도 있다. 실눈일 때와 눈 떴을 때의 인상이 꽤나 다른 것이 특징이라면 특징 덧붙여 콘택트 렌즈를 끼지 않거나 안경을 쓰지 않은 상태에서는 초근거리가 아니면 책조차 읽기 힘들 정도로 심한 근시라는 설정이다.
토오루의 옆 자리로 열심히 공부하고 있는 토오루와 친해지고 싶어했는데 교과서를 가지고 오지 않아서 보여달라고 한 것을 계기로 토오루와 친구가 된다.
그러나 토오루가 쉬는 시간마다 사라지는 이유를 궁금해 하여 토오루를 붙잡으며 토오루에게 달라붙어서 이것저것 부탁하거나 토오루를 주물럭대면서 부비부비하는 것을 좋아해 토오루로서는 상당히 곤란한 상대 덧붙여 그녀가 토오루를 부르는 호칭은 하필이면 토오룬(トオルン)이다.
공부는 그다지 잘하지 못한다. 툭하면 토오루의 숙제를 베끼는게 일상다반사. 그리고 의외로 가슴이 크다.
노야마 미호(野山美歩/のやま みほ)
성우 - 사이토 모모코
A채널의 등장인물 통칭은 풀네임 중 이름 부분만 그대로 카타카나 표기로 바꾼 '미호(ミホ)' 생일은 4월 5일 신장은 156cm
토오루와 유타카의 반친구 유타카와는 중학교 동창이자 죽마고우다.
유타카에게는 '미호(ミホ)'가 아니라 '미포링(ミポリン.[1])'이라 불리며 토오루에게 이것저것 폐를 끼치는 유타카를 통제하거나 유타카의 헛소리에 태클을 거는 역할이다. 유타카보다 훨씬 정상인이어서 툭하면 폭주하는 유타카를 제어할 수 있는 몇 안 되는 인물이며 또한 본인도 어느 정도 토오루를 귀여워하고 있다.
속이 검은 모습도 있으며 그 때문에 중학교 때 '리모콘'이라는 별명을 가지고 있었다. 주 희생양은 유타카. 유타카가 자기 말을 듣지 않으면 육체언어를 행사해더라도 강제로 자기 말을 따르게 만든다고 한다.
카페에서 아르바이트를 하고 있고 나기사나 유우코에게서는 '제대로 된 아이'라고 평가되고 있다고 한다.

### 그 외
히라(ヒラ)
성우 - MAKO
모모키 룬이 중학생 시절의 친구로 이치이 토오루도 알고 있으며 11화의 과거 회상으로 잠깐 나오는 단역이다. 단역인지라 풀네임은 설정되어 있지 않은 듯
마리(マリ)
성우 - 카와노 마리나
모모키 룬의 클래스메이트로 등장하는 단역 역시 단역인지라 풀네임은 설정되어 있지 않은 듯 하다.
탄산(炭酸)
성우 - 타무라 무츠미
이치이 토오루가 어딘가에서 주워와서 키우고 있는 하얀색 고양이 덧붙여 이 '탄산(炭酸/たんさん)'이라는 이름은 모모키 룬이 멋대로 지은 이름이지만 발음이 무난하다는 이유로 토오루도 이 이름으로 부르고 있다. 토오루를 잘 따르고 있는 고양이로 덕분에 토오루는 매일 아침 등교할 때마다 탄산을 집에 두고 가는데 상당히 고생하고 있다.
치카코
A채널 통신이라는 독자투고 코너에 등장하는 캐릭터
니시 케이코(西ケイ子)
성우 - 이구치 유카
유코의 동생 토오루를 경계하고 있는듯한 모습을 보이며 역시 사투리를 사용한다. 언니를 동경하고 있다.
룬의 엄마
성우 - 미즈타니 유코
똑부러진 성격의 아주머니 토오루를 이뻐하고 있고 어느 정도는 의지하고 있기 때문에 토오루가 공부를 잘하는 사람들만 모이는 지금의 이 학교에 들어갈 수 있도록 룬에게 중학교 수험때 압박을 가하기도 했다.
토오루의 엄마
성우 - 오리카사 아이
토오루의 엄마 공교롭게도 해당 성우들은 모 작품에서 모자관계로 나온 적이 있다.

## TV 애니메이션
공식 명칭은 《A채널(Aチャンネル) A-CHANNEL THE ANIMATION》이다.
이전 곤조의 제5스튜디오의 제작진이 독립하여 만든 제작사 Studio 5조에서 제작한 첫 TV 애니메이션으로서 마이니치 방송 등의 방송사들을 통해 방영되고 있다. 대한민국에서는 애니플러스가 일본어 음성에 한국어 자막을 덧씌운 채로 제공하고 있다.

### 제작진
- 원작 - 구로다bb
- 감독 - 오노 마나부
- 조감독 - 세토 켄지
- 시리즈 구성 - 우라하타 타츠히코
- 캐릭터 디자인·총 작화감독 - 사사키 마사카츠
- 미술감독 - 마츠모토 히로키
- 색채 설계 - 카이 케이코, 이케다 히토미
- 촬영감독 - 하야시 코지로
- 편집 - 미시마 아키노리
- 음악 - 코우사키 사토루, MONACA
- 음향감독 - 츠루오카 요타
- 프로듀서 - 이와카미 아츠히로, 코바야시 히로유키, 엔도 테츠야, 마루야마 히로
- 애니메이션 프로듀서 - 시바타 토모노리
- 선전 협력 - 애니맥스 브로드캐스트 재팬
- 애니메이션 제작 - 스튜디오 고쿠미
- 제작 - A채널 위원회 (애니플렉스, 호분샤, 덴츠), 마이니치 방송

### 주제가
오프닝 테마 "Morning Arch"
작사 - 코다마 사오리 / 작·편곡 - 코우사키 사토루
노래 - 카와노 마리나
엔딩 테마 〈허밍 걸〉(ハミングガール)
작사 - 코다마 사오리 / 작·편곡 - 코우사키 사토루
노래 - 룬(성우 - 후쿠하라 카오리), 토오루(성우 - 유우키 아오이), 나기(성우 - 우치야마 유미), 유코(성우 - 코토부키 미나코)
삽입곡
〈봄바람의 화학〉(はるかぜの化学)
작사 - 후루야 케츠 / 작곡 - 쿠마로보 / 편곡 - yamazo
노래 - 룬, 토오루, 나기, 유코
삽입화수 - 제1화
"Start"
작사 - 이시카와 치에, yamazo / 작·편곡 - yamazo
노래 - 룬, 토오루, 나기, 유코
삽입화수 - 제2화
〈안아주면 좋겠어〉(ぎゅっとして欲しいんだ)
작사·작곡 - hanawaya / 편곡 - 류가
노래 - 토오루
삽입화수 - 제3화
"Summer dream syndrome"
작사 - 카와무라 유키 / 작곡 - 야시킨 / 편곡 - 류가, 야시킨
노래 - 룬
삽입화수 - 제4화

### 방영 목록
부제의 풀이는 애니플러스의 표기를 따른다.
| 화수   | 부제 (원제/풀이)         | 부제 (원제/풀이)   | 각본              | 그림 콘티       | 연출            | 작화감독                      |
| ------ | ------------------------ | ------------------ | ----------------- | --------------- | --------------- | ----------------------------- |
| 제1화  | 好き                     | 좋아해             | 우라하타 타츠히코 | 오노 마나부     | 오노 마나부     | 사사키 마사카츠               |
| 제1화  | An April day             |                    | 우라하타 타츠히코 | 오노 마나부     | 오노 마나부     | 사사키 마사카츠               |
| 제2화  | 雨の日はお風呂           | 비오는 날에는 목욕 | 우라하타 타츠히코 | 세토 켄지       | 세토 켄지       | 후지사키 켄지                 |
| 제2화  | As rain fell             |                    | 우라하타 타츠히코 | 세토 켄지       | 세토 켄지       | 후지사키 켄지                 |
| 제3화  | 同級生                   | 동급생             | 우라하타 타츠히코 | 이나이 진       | 키타죠 후미야   | 오타 켄지                     |
| 제3화  | All good to go           |                    | 우라하타 타츠히코 | 이나이 진       | 키타죠 후미야   | 오타 켄지                     |
| 제4화  | きろぐらむ               | 킬로그램           | 우라하타 타츠히코 | 와타나베 테츠야 | 이시구로 부헤이 | 카이도 히로유키 스기토 사유리 |
| 제4화  | Attention to your weight |                    | 우라하타 타츠히코 | 와타나베 테츠야 | 이시구로 부헤이 | 카이도 히로유키 스기토 사유리 |
| 제5화  |                          | 바다               |                   |                 |                 |                               |
| 제5화  |                          |                    |                   |                 |                 |                               |
| 제6화  |                          | 한여름날 밤에...   |                   |                 |                 |                               |
| 제6화  |                          |                    |                   |                 |                 |                               |
| 제7화  |                          | 여름축제           |                   |                 |                 |                               |
| 제7화  |                          |                    |                   |                 |                 |                               |
| 제8화  |                          | 새 학기            |                   |                 |                 |                               |
| 제8화  |                          |                    |                   |                 |                 |                               |
| 제9화  |                          | 선물               |                   |                 |                 |                               |
| 제9화  |                          |                    |                   |                 |                 |                               |
| 제10화 |                          | 탄산               |                   |                 |                 |                               |
| 제10화 |                          |                    |                   |                 |                 |                               |
| 제11화 |                          | 생일               |                   |                 |                 |                               |
| 제11화 |                          |                    |                   |                 |                 |                               |
| 제12화 |                          | 우주인             |                   |                 |                 |                               |
| 제12화 |                          |                    |                   |                 |                 |                               |